# Lipowiec Kościelny
Lipowiec Kościelny is een dorp in het Poolse woiwodschap Mazovië, in het district Mławski. De plaats maakt deel uit van de gemeente Lipowiec Kościelny.